# Bernhard von Schenck
Bernhard Wilhelm Albrecht von Schenck (* 8. August 1851 auf Schloss Mansfeld; † 11. Januar 1934 in Potsdam) war ein preußischer Offizier und Verwaltungsbeamter.

## Leben

### Herkunft
Er war der Sohn des Rittergutbesitzers Wilhelm von Schenck (1815–1859) und dessen Ehefrau Ida, geborene von Grolmann (1815–1900). Die preußische Adelslegitimation der Familie stammt aus dem Jahr 1788. Der spätere preußische General der Infanterie Dedo von Schenck (1853–1918) war sein jüngerer Bruder.

### Werdegang
Schenck besuchte zunächst das Gymnasium in Potsdam. Aus dem Kadettenkorps kommend wurde er am 7. April 1868 als charakterisierter Portepeefähnrich dem Kaiser Franz Garde-Grenadier-Regiment Nr. 2 der Preußischen Armee überwiesen. Dort erhielt er am 8. April 1869 das Patent zu seinem Dienstgrad und avancierte am 13. November 1869 zum Sekondeleutnant. Im Krieg gegen Frankreich wurde er in der Schlacht von Saint-Privat am 18. August 1870 so schwer verwundet, dass er nicht mehr voll verwendungsfähig war. Ausgezeichnet mit dem Eisernen Kreuz II. Klasse kommandierte man ihn nach seiner Gesundung am 11. August 1874 zur Dienstleistung beim Bezirkskommando Berlin. Unter Verleihung des Charakters als Premierleutnant wurde Schenck am 13. April 1876 der Abschied mit Pension und Aussicht auf Anstellung im Zivilverwaltungsdienst bewilligt.
Für den Zivilverwaltungsdienst erhielt er eine kurze Ausbildung und wurde anschließend als Leiter in einer Reihe von Verwaltungen eingesetzt. Zunächst war Schenck ab dem 17. März 1878 Amtmann in Königstein. Vom 22. Mai bis 14. Dezember 1881 stand er der Kirchspielvogtei Pinneberg vor. Anschließend fungierte er als Oberamtmann in Gammertingen und kam am 16. Juni 1883 in gleicher Eigenschaft nach Hechingen. Am 27. März 1884 folgte seine Ernennung zum Landrat im Kreis Witzenhausen, bis Schenck schließlich am 15. Juli 1895 zunächst kommissarisch, seit dem 10. Februar 1896 endgültig als Landrat des Landkreises Hanau eingesetzt wurde.
Am 7. August 1902 erhielt Schenck seine Ernennung zum Polizeipräsidenten von Wiesbaden. Während der Novemberrevolution 1918 wurde er vom Wiesbadener Arbeiter- und Soldatenrat durch Alexander Alberti ersetzt, der das Amt faktisch um die Jahreswende 1918/19 ausübte. Nach Abklingen der Revolution befand sich Schenck weiter im Amt, wurde aber noch 1919 in den Ruhestand verabschiedet, den er in Potsdam verbrachte, wo er 1934 starb und auch zunächst beerdigt wurde.

### Familie
Schenck heiratete am 14. Juni 1884 in Bonn Josephine Caroline Franziska, geborene Gräfin von Bylandt, Freifrau von Heydt. Sie war die Tochter des Grafen Peter von Bylandt-Rheydt und dessen Frau Maria, geborene Baronesse von Boetzelaer. Die Ehe blieb kinderlos. Seine Frau ließ seine Leiche zwei Jahre nach seinem Tod nach Bonn umbetten.

## Auszeichnungen
- Roter Adlerorden III. Klasse mit Schleife und Krone
- Kronenorden II. Klasse
- Rechtsritter des Johanniterordens
- Kommandeur II. Klasse des Dannebrogordens
- Kommandeur des belgischen Leopoldsordens
- Komtur des Greifenordens
- Russischer Orden der Heiligen Anna II. Klasse
- Herzoglich Sachsen-Ernestinischer Hausorden II. Klasse
- Ehrenkreuz von Schwarzburg I. Klasse
- Kommandeur des Ordens der Krone von Italien
- Wasaorden
- Komtur des Franz-Joseph-Ordens